# Пон-д’Уйи
Пон-д’Уйи́ (фр. Pont-d’Ouilly) — коммуна во Франции, находится в регионе Нижняя Нормандия. Департамент коммуны — Кальвадос. Входит в состав кантона Фалез-Север. Округ коммуны — Кан.
Код INSEE коммуны — 14764.

## Население
Население коммуны на 2010 год составляло 1016 человек.
| 1962 | 1968 | 1975 | 1982 | 1990 | 1999 | 2010 |
| ---- | ---- | ---- | ---- | ---- | ---- | ---- |
| 1194 | 1279 | 1230 | 1049 | 1002 | 1050 | 1016 |

## Экономика
В 2010 году среди 603 человек трудоспособного возраста (15—64 лет) 428 были экономически активными, 175 — неактивными (показатель активности — 71,0 %, в 1999 году было 69,4 %). Из 428 активных жителей работали 348 человек (184 мужчины и 164 женщины), безработных было 80 (41 мужчина и 39 женщин). Среди 175 неактивных 34 человека были учениками или студентами, 87 — пенсионерами, 54 были неактивными по другим причинам.